# بايلوت بوينت (تكساس)
بايلوت بوينت (بالإنجليزية: Pilot Point)‏ هي مدينة أمريكية تقع في ولاية تكساس.تبلغ مساحة هذه المدينة 8.7 (كم²)،ويبلغ عدد سكانها 3856 نسمة حسب إحصاء سنة 2010 م.

## أعلام
- فيرنون كول
- فريدريك إدغار فيرغسون

## التركيبة السكانية
اعتبارا من التعداد السكاني  لعام 2000 ، كان يقيم في المدينة 3538 شخصًا و 1205 أسرة و 885 أسرة. كانت الكثافة السكانية 1160.7 نسمة لكل ميل مربع (447.9 / كم²). بلغ متوسط عدد الوحدات السكنية البالغ عددها 1,283 وحدة 420.9 لكل ميل مربع (162.4 / كم²). كان التركيب العرقي للمدينة 83.15٪ أبيض، 4.64٪ أمريكي من أصل أفريقي، 0.93٪ أمريكي أصلي، 0.17٪ آسيويون، 8.88٪ من أجناس أخرى، و 2.23٪ من سباقين أو أكثر. وكان اللاتينيين أو اللاتينيين من أي عرق 14.92 ٪ من السكان.
من بين الأسر المعيشية البالغ عددها 1,205 أسرة، 41.2٪ لديهم أطفال تقل أعمارهم عن 18 عامًا يعيشون معهم، 57.8٪ كانوا متزوجين يعيشون معًا، و 11.5٪ لديهن ربة منزل بدون زوج، و 26.5٪ ليسوا عائلات. حوالي 22.3 ٪ من جميع الأسر تتكون من أفراد، و 8.6 ٪ لديهم شخص يعيش بمفرده وكان عمره 65 عامًا أو أكبر. المعدّلة منزل كان حجم 2.84 والمعدّلة أسرة حجم كان 3.33.
في المدينة، تم توزيع السكان على 29.9 ٪ تحت سن 18 ، 9.0 ٪ من 18 إلى 24 ، 31.0 ٪ من 25 إلى 44 ، 17.7 ٪ من 45 إلى 64 ، و 12.5 ٪ الذين كانوا 65 سنة أو أكبر. كان العمر الوسيطة 32 سنون.
وكان متوسط الدخل للأسرة في المدينة 42212 دولار، وبالنسبة للأسرة كان 47097 دولار. وكان متوسط دخل الذكور 31981 دولار مقابل 24.531 دولار للإناث. كان نصيب الفرد من الدخل للمدينة 18248 دولار. حوالي 8.6 ٪ من الأسر و 11.2 ٪ من السكان كانوا تحت خط الفقر، بما في ذلك 16.2 ٪ من الذين تقل أعمارهم عن 18 و 9.8 ٪ من أولئك الذين تبلغ أعمارهم 65 سنة أو أكثر.

## الحكومة
يحكم المدينة مجلس منتخب. يرأس رئيس البلدية المنتخب بشكل منفصل مجلس الإدارة ويجوز له أيضًا التصويت على المسائل المعروضة على المجلس. رئيس البلدية الحالي هو شيا داين باترسون. وقد شمل رؤساء البلديات السابقون حديثًا جانيت جروف (مسؤول الإصلاحيات) وجيري ألفورد (مسؤول تنفيذي متقاعد للاتصالات السلكية واللاسلكية) وتوبي أوسبورن (مسؤول الجامعة) والدكتور ألن جروف (طبيب) وتوم بورتر (مدرس متقاعد). يخدم أعضاء المجلس والعمدة دون أي تعويض وفقًا لميثاق الحكم الذاتي الذي تمت المصادقة عليه من قبل الناخبين في عام 2009. يشرف مدير المدينة المعين على العمليات اليومية لمختلف الخدمات والوظائف في المدينة. تحدد الانتخابات في كل شهر شاغلي المقاعد بالتناوب في المجلس ويتم انتخاب رئيس البلدية كل سنتين.